# Metropolie Ierapytnis a Siteias
Metropolie Ierapytnis a Siteias je jedna z metropolií Krétské pravoslavné církve, nacházející se na území Řecka.

## Historie
Eparchie Ierapytnis je nejstarší z eparchií na území Lasithi a je považována za jednu z prvních které byly založeny na území Kréty.
Ve středověku město obsadili Janovci a po Čtvrté křížové výpravě roku 1204 Benátčané. Za jejich nadvlády nešlo město nezv Ierapetra a byly zde dosažení římskokatoličtí biskupové.
Během období turecké nadvlády (1669-1898) se zde nacházeli jen pravoslavní biskupové.
Roku 1962 byla eparchie Svatým synodem Konstantinopolského patriarchátu povýšena na metropolii.